# 엘리 코헨

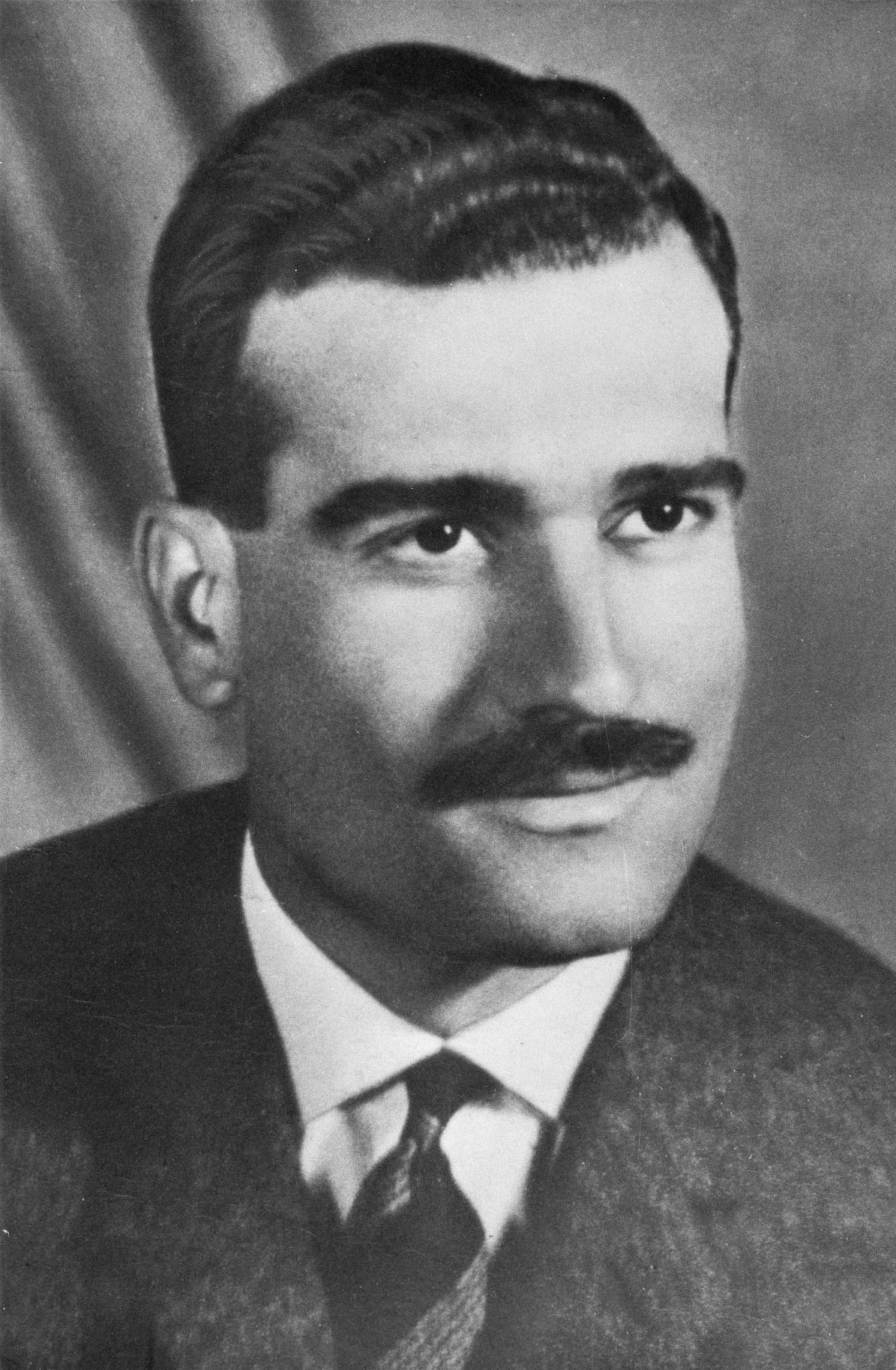
엘리 코헨

엘리야후 벤샬 코헨(히브리어: אֱלִיָּהוּ בֵּן שָׁאוּל כֹּהֵן, 아랍어: إيلياهو بن شاؤول كوهين, 영어: Eliyahu Ben-Shaul Cohen, 1924년 12월 16일 ~ 1965년 5월 18일)은 이스라엘의 스파이이다. 스파라드 유대인으로, 6일 전쟁에서 이스라엘이 승리 할 수 있도록 도왔다.
1948년 5월 15일 중동의 팔레스타인에 국가를 세운 이스라엘은 이슬람 국가에 둘러싸였다는 안보적 위험 때문에 주변의 이슬람 국가들과 치열한 싸움을 벌여 왔다. 이스라엘은 전쟁이 불가피하다고 판단되는 상황에서 상대가 공격하기 전에 먼저 공격하는 예방 전쟁 개념으로 선제 공격을 종종 감행했다.
이러한 예방 전쟁 중 대표적인 전쟁 중 하나는 1967년 6월 5일에 시작하여 6일 만에 승부가 결정된 '6일 전쟁'이다. 당시 이스라엘군은 이집트군의 비행장과 요르단을 기습 공격해 대승을 거뒀으며, 난공불락으로 칭해지던 시리아의 골란고원을 10시간 만에 함락했다. 병력 수에서 열세한 이스라엘이 대승을 거둠으로써 6일 전쟁이라는 이름의 신화를 남겼다.
이스라엘의 국방장관인 모세 다얀 장군은 "코헨이 아니었다면 골란고원 요새 점령은 영원히 불가능했을지도 모른다." 라고 말하며, 코헨을 이스라엘의 정보기관인 모사드의 숨은 영웅이라 칭했다. 6일 전쟁에서 이스라엘 공군의 이집트 비행장 기습 작전이 성공한 요인은 적의 허점을 찔렀기 때문이기도 하지만, 더 결정적인 요인은 이스라엘 모사드가 정확한 정보를 수집하여 치밀한 준비를 하였기 때문이라고 할 수 있다.
이집트군은 아침 출근 시간에 비행장을 공격하지 않을 것이라 판단하여 조기경보 장치 작동을 잠깐 멈췄고, 조종사들도 전투 태세에 돌입하지 않았다. 이러한 사실을 모사드의 첩보 제공으로 간파하고 있었던 이스라엘은 전투기를 출격시켜 레이더망을 피하기 위해 지중해로 멀리 우회하도록 하였다. 해상 50m로 저공비행, 나일강 안개가 막 걷히는 시간에 23개의 레이다에 전혀 노출되지 않은 채 이집트 상공에 나타나 11개 비행기지 활주로를 비롯해 각종 항공기와 기타 시설물을 정확히 폭격했다. 이러한 사실에 대해 이집트군은 이스라엘이 레이다망을 무력화하는 특수무기를 개발한 것이 아닌가 하고 착각할 정도였다.
1977년 7월 29일, 이날은 전쟁으로 졸지에 아버지를 잃은 이스라엘 소년들의 성인식이 있는 날이었다. 이때 가냘픈 한 소년이 단상에 올라 "내 조국 이스라엘을 위해 헌신, 국민적 영웅으로 칭송받는 나의 아버지의 뒤를 따르는 충실한 아들이 될 것을 저세상에 계시는 아버지께 약속드린다"고 연설했다. 소년의 연설이 끝났을 때 참석한 사람들과 메나헴 베긴 수상까지도 눈물을 글썽이지 않을 수 없었다. 바로 이 소년의 아버지가 이스라엘 모사드의 스파이 영웅 코헨이다.
코헨은 1924년 이집트에서 태어난 스파라드 유대인으로 특수 정보 훈련인 사보타주 훈련을 마치고 정식 정보요원이 됐다. 그 후 코헨은 카말 아민 타베드 라는 이름으로 다시 태어나 이력을 모두 교묘하게 조작했다. 특히 국제적인 스파이들이 활동하는 장소인 아르헨티나에서 구미 각국, 공산권, 나치, 아랍 정보원들과의 교류 경험은 그가 유명 정보 요원으로 명성을 날리는 계기가 됐다. 코헨은 국영방송의 대남미 지역 방송 담당자로 활약하면서 틈틈이 사귀어 온 군 작전 장교를 앞세워 전선의 진지를 시찰하고 뛰어난 기억력으로 모두 암기하고 정리, 종합해 텔 아비브로 송신했다. 이스라엘군은 시리아군의 장비에 대해서도 상세한 정보를 갖고 있었는데 그것도 코헨이 제공한 정보였다.
코헨이 입수한 정보에는 소련 고문단이 작성한 이스라엘 공격 계획, 소련이 시리아에 제공한 무기 사진, 골란고원의 시리아군 배치도 등이 포함돼 있었다. 특히 골란고원 시리아군 배치도는 6일 전쟁시 이스라엘군이 승리하는 데 결정적으로 기여했다. 6일 전쟁 승리의 신화는 우연히 이루어진 것이 아니다. 기만을 하더라도 전쟁에서 반드시 승리하라는 세계적 정보 기관 모사드의 조직적 개입과 적지에 뛰어들어 목숨을 건 첩보 활동을 통해 얻은 고급 정보로 조국에 승리를 안겨 주고 자신은 적에게 잡혀 교수형으로 숨진 코헨의 살신성인이 이룬 합작품이었던 것이다.
텔 아비브에서 그리 멀리 떨어지지 않은 곳에 케이파 하바드(Kefar Habad)라는 작은 농촌 마을이 있다. 때는 1977년 7월 29일, 이 작은 마을이 생긴 후 처음으로 많은 귀빈들의 차가 들이닥치기 시작했다. 이 날은 바로 이스라엘의 소년들이 자라서 어엿한 성년이 되었다는 것을 기념하기 위한 성년식이 있는 날이다. 그러나 이 날의 성년식만은 예년과 달랐다. 전쟁으로 졸지에 아버지를 잃은 어린이들이 자라서 성년이 된 날이기에 더욱 엄숙하고 비감스러웠다. 83명의 어린이, 대부분 자기 아버지의 얼굴조차 기억 못하는 그 어린이들이 전통적인 예법에 따라 성년이 되었음을 다짐하는 토라를 읽었다.
성인예식이 한 참 무르익을 때 몸이 가냘픈 한 소년이 단상에 올랐다. 그의 어머니는 이 소년을 샤이(Shai)라 불렀다. 히브리어로는 ｢선물｣이라는 뜻도
있다. 1964년 10월, 소년의 아버지는 태어난지 2주밖에 안 되는 이 소년을 엄마의 품에서 마지막으로 보고 “이 아기를 선물로 두고 떠나오”라고 말한
뒤 훌쩍 떠나 영영 돌아오지 못한 것이다. 이 소년의 아버지는 바로 모사드의 스파이 영웅, 코헨이다. 샤이 소년은 수집은 듯이 단상에 올라 자신이 쓴 연설문을 읽기 시작했다. "나는 정말 다른 어린이들처럼 우리 아버지도 평범한 아버지이기를 바랄 뿐입니다. 나는 줄 곧 우리 아버지도 다른 아버지처럼 언제나 우리하고 같이 살았으면 했어요. 나는 우리 아버지가 나라를 위하여 얼마나 훌륭하게 일하다가 돌아가셨는지 그 이야기들을 모두 읽었어요. 나는 아버지에 관한 책, 사진, 글들을 모두 모아봤습니다. 그러나 막상 나는 어머니께는 아버지에 관하여 한번도 묻지를 못했습니다. 왜냐하면 엄마가 너무 슬퍼할까 봐 주저했던 것입니다..... 이제 나는 저 세상에 계신 아버지께 약속드립니다. 아버지 기대에 어긋나지 않겠습니다. 또 나도 최선을 다해 내 조국 이스라엘을 위하여 헌신할 것입니다. 그럼으로써 국민들이 영웅으로 칭송하는 나의 아버지의 충실한 아들이 될 것입니다. 이것이 아버지께 드리는 나의 맹세입니다." 소년의 연설이 끝났을 때에는 참석한 모든 사람들이 손수건으로 눈물을 씻고 있었다. 평생을 나라를 위하여 강경하게 싸워온, 무뚝뚝하고, 괴팍하고 강직한 메나헴 베긴수상까지도 눈물을 글썽거리면서 소년에게 다가와 두 볼에 강하게 입을 맞추었다. 샤이 소년은 이스라엘 군 참모총장 모타 굴 장군, 국방부 장관 에젤 와이즈만 등 귀빈과도 당당하게 악수를 했다. 메나헴 베긴 수상은 자신의 회고록 반항(The Revolt)을 소년에게 선물로 주었다.
그러면 이 소년의 아버지 엘리 코헨은 과연 누구인가. 1924년, 이집트에서 태어나 32살까지 살아온 유태인 청년이다. 아버지는 알렉산드리아에 자리를 잡고 넥타이상점을 내어 겨우 엘리 코헨 8남매를 키웠다. 제 2차 세계대전이 끝날 무렵, 엘리 코헨은 팔레스타인에서 조국건설운동단체인 ｢유태 시오니스트 청년단｣에 가담했다. 1948년 이스라엘이 독립을 선포하자 아랍 각국에 있는 유태인들은 생명의 위협을 느끼기 시작했다. 그리하여 이들 유태인들은 제각기 팔레스타인으로의 이주를 꾀했지만 당시 영국은 이들의 이스라엘 유입을 막았다. 할 수 없이 많은 유태인들은 관광여권으로 유럽을 돌아 이스라엘로 밀입국할 수밖에 없었다. 이때 엘리 코헨도 지하운동단체에 속하면서 이민사업을 도왔다. 그리고 그의 가족도 바로 이 기회를 이용하여 이스라엘로 이주를 했다.
그러나 엘리 코헨만은 이집트에 남아 「하가나」라는 비밀 지하조직과 관계를 유지하면서 이스라엘에서 파견되는 정보요원들의 지시에 따라 이집트 정부에 대항하는 파괴공작을 벌렸다. 1957년 엘리 코헨은 이스라엘로 돌아와서 본격적으로 정보요원으로 선발이 되었다. 선발되는 순간부터 엘리 코헨은 엄격한 훈련을 받았다. 적의 미행감시를 어떻게 하면 감지하고, 그 감시에서 이탈할 수 있는 방법부터 시작하여 비밀장소에서 서로 주고받는 회합 통신하는 방법에 이르기까지 광범하고 세심한 분야를 모두 수료했다.
그처럼 엄격한 훈련 가운데서도 그를 가장 격분케 한 것은 교관이 걸핏하면 엘리 코헨에게 "지금이라도 늦지 않았으니 빨리 결심하고 정보부를 떠나주게”하는 얘기들이었다. 어떤 때는 그를 의심하는 듯 “왜 당신은 정보요원이 되려는 것이요, 돈 때문이요?, 아니면 부인과 별거하고 싶어서요?" 이런 말을 들을 때마다 그는 교관을 발로 걷어차고 싶었으나 “아! 이것도 훈련이겠지”하고 분을 참았다. 그 뿐 아니라 엘리 코헨은 신체검사는 물론이고 3일간에 걸친 심리검사도 받았다. 물론 결과는 ｢우｣판정을 받았다. 이런 엄격한 검사와 훈련을 거친 후 엘리 코헨은 드디어 정식으로 선발되어 새로운 사람으로 태어났다. 그에게 새롭게 부여된 이름은 카말 아민 타베드 이었다. 뿐만 아니라 그가 태어나서 오늘에 이르기까지 모든 이력이 시나리오처럼 꾸며졌다. 아주 교묘하게 조작된 것이다. 심지어 17세 당시 큰아버지와 낚시하면서 찍은 사진까지 가짜로 만들어 소지하게 했다.
엘리 코헨은 콧수염을 기르고 변장을 하여 새 이름으로 부에노스아이레스로 이주했다. 그 곳에서 엘리 코헨은 아랍인들의 조직인 아랍인클럽에 자연스럽게 침투해 들어갔다. 그러나 남미, 특히 아르헨티나는 국제적인 스파이들이 활동하는 주요 장소로서 구미각국의 정보기관은 물론이고 당시 소련 및 공산권의 공작원, 아랍의 공작원들이 우글거렸다. 심지어 나치의 정보요원들이 피신한 곳도 바로 이 곳이다. 여기서 엘리 코헨은 가장 어려운 경험을 쌓았다.
엘리 코헨은 아르헨티나에서 아랍의 상류층들과 접촉의 범위를 넓혀갔다. 이들 가운데는 과거 실권자로 있다가 쫓겨난 바트당의 유력인사를 비롯하여 각 국 대사와도 친밀해질 수 있었다. 그가 가장 친밀하게 접근한 대상은 시리아 대사관 무관인 하페즈 알 아사드장군(후에 시리아 대통령)이었다. 마침 이집트와 시리아가 틈이 갈라지고 쿠데타가 일어나 바트당이 집권하는 새로운 사태가 조성되자 엘리 코헨은 드디어 다마스쿠스로 진출할 수 있는 기회를 포착한 것이다. 엘리 코헨은 마지막으로 가족과 휴가를 보내기 위하여 텔 아비브로 돌아갔다. 그는 자신에 차있었으나 교관은 "너무 서둘지 말라! 서둘면 반드시 실수가 있게된다." 고 경고했다. 그는 몇 주 동안, 극소형 송신기와 전기면도기 코드가 안테나 역할을 하는 특수한 무전기 그리고 특수 암호조립기 등을 지급 받고 재훈련에 들어갔다. 그는 재삼, 재삼 통신시간을 최대한 단축하라는 엄격한 지시를 받았다. 완벽한 스파이인 그가 언제나 저지를 수 있는 취약점은 바로 그의 과도한 자신감이었다. 1962년 1월 엘리 코헨이 아닌 타베드는 드디어 이태리 제노아에서 호화여객선 아스트리아호에 승선하여 베이루트를 거쳐 다마스쿠스에 도착했다. 그는 선상에서도 아랍의 언론인과 쉽게 친해질 수 있었다. 그는 이 언론인에게 무역업에 종사하고 있다는 가장구실로 시내 중심가에 사무실 겸용의 아파트를 구해달라는 부탁을 했다. 그리하여 손쉽게 시리아 육군본부가 있는 근처에 거점을 확보할 수 있었다.
엘리 코헨은 이 아파트를 중심으로 시리아 상류사회 내에 영향력을 키우면서 한편으로는 군 장교단에 접근하기 시작했다. 그는 국영방송의 대남미지역 방송 담당자로 활약도 했다. 그리고 틈틈이 깊이 사귀어 온 군 작전장교를 앞세워 전선의 진지를 시찰하고 뛰어난 기억력으로 하나하나를 모두 암기하고 정리, 종합하여 텔 아비브로 송신했다. 이스라엘군은 시리아 군의 장비에 대하여도 상세한 정보를 갖고 있었다. 물론 엘리 코헨이 제공한 정보가 대부분이었다. 그는 하페즈 알 아사드 장군이 대통령이 된 그 연줄을 이용하여 자기 아파트를 엽색행각(獵色行脚)을 위한 아지트로 제공하면서 더한층 군 간부들에게 깊숙이 침투했다. 한때는 집권 바트당에 정치자금을 두둑하게 제공하여 국방위원까지 추대되었고, 당에서는 그를 국방차관까지 내정했을 정도였다.
1967년 6월 5일 이스라엘과 아랍간의 전쟁이 일어났다. 그러나 그 전쟁은 역사상 가장 짧은 전쟁으로 6일만에 결판이 났다. 이스라엘군이 난공불락을 자랑하는 시리아의 요새, 골란고원을 10시간만에 완전히 함락시켰다. 병력수로는 열세한 이스라엘이 완전히 승리했던 것이다. 이때 이스라엘 국방부장관인 외눈의 모세 다얀장군은 후에 이렇게 술회했다. "엘리 코헨이 아니었던들 우리는 골란고원을 함락시키기 위하여 더 많은 희생을 치렀어야 했을 것입니다. 아니, 어쩌면 그 요새의 점령은 영원히 불가능했을지도 모릅니다....."
그러나 꼬리가 길면 잡히는 법. 엘리 코헨이 다마스쿠스에 상륙하여 활동한지 4년만에 들통이 났다. 시리아 대간첩본부는 주변외국공관으로부터 간간이 전파 의 간섭현상을 유발하는 괴전파가 발생한다는 신고를 받았다. 장비와 기술이 부족한 시리아로서는 도저히 잡아낼 수가 없었다. 시리아는 소련측에게 방탐기술(方探技術)을 지원해 줄 것을 요청했다. 소련은 즉각 방탐차량까지 제공하고 요원을 파견했다. 그러나 워낙 뛰어난 무전기로 송신을 하기 때문에 도저히 잡아내기가 어려웠다. 대간첩본부는 고의로 다마스쿠스시 전체를 정전(停電)상태로 만들었다. 그러나 주의심이 약해진 엘리 코헨은 그 날 따라 건전지를 이용하여 송신을 하기로 했다. 송신 시간도 길었던 것이다. 이것이 결정적인 실수였다.
보안군은 엘리 코헨의 아파트를 포위하고 그가 송신하고 있는 순간에 급습했다. 그 자리에서 무전기는 압수되었다. 시리아군은 정교한 이 무전기를 보고 혀를 내 둘렀다. 원수는 외나무다리에서 만난다고 수사를 담당한 군의 간부들이 하필이면 그의 아파트에서 놀다 간 사람들이었다. 그들은 필사적으로 엘리 코헨을 지하감옥에 묶어 두었다. 자기들의 죄상을 감추기 위해서.... 이스라엘측은 즉각 시리아의 간첩 10명과 현금, 트럭, 트랙터 등을 얹어서 교환하자는 제의를 했으나 시리아는 막무가내로 거부했다. 왜냐하면 엘리 코헨은 너무나 많은 것을 알고 있기 때문에 놓아둘 수 없다는 것이다. 드디어 1965년 5월 18일 새벽 3시 35분 시리아 보안당국은 서둘러 엘리 코헨을 수천명이 모인 광장으로 끌고 나가 공개적으로 교수형에 처했다.
그의 처형 장면이 이스라엘에 생중계 되었고 그의 활약을 영화화했다.